# Fra Diavolo (film 1925)
Fra Diavolo è un film del 1925 diretto da Mario Gargiulo e Roberto Roberti con Gustavo Serena nel ruolo del protagonista.